# Штюрмер, Людвиг Людвигович
Людвиг Людвигович Штюрмер (пол.  Ludwik Sztyrmer; 18 апреля 1809, Плоньск — 23 мая 1883, Вильно) — Генерального штаба генерал от инфантерии.

## Биография
Начал службу в польских войсках 16 августа 1829 года. Поступив в Императорскую военную академию, Штюрмер окончил её в 1836 году. После окончания учёбы был переведён в Генеральный штаб. В чине подполковника Генерального штаба Штюрмер состоял сперва для поручений при бывшем департаменте Военных поселений, а потом назначен был правителем дел Императорской военной академии и инспектором классов школы топографов. Дальнейшая служба его прошла в должности военного цензора и члена цензурного комитета. Произведённый в чин генерал-лейтенанта, Штюрмер был назначен членом Военно-ученого комитета, а в 1883 году зачислен в запас Генерального штаба с производством в чин генерала от инфантерии.
Перу Штюрмера принадлежит ряд повестей (1842—1859) и военно-исторический очерк «Рим до и во время Юлия Цезаря», напечатанный в Санкт-Петербурге в 1876 г.
Умер Штюрмер 23 мая (4 июня) 1886 года, похоронен на кладбище на Россе в Вильне.

## Семья
Дочь Александра Штюрмер, в замужестве Шульц (01.06.1839 — 07.12.1904).

## Военные чины
- подполковник (11 апреля 1843)
- полковник (6 декабря 1849)
- генерал-майор (8 сентября 1859)
- генерал-лейтенант (16 апреля 1867)
- генерал от инфантерии (15 мая 1883)

## Награды
- Орден Св. Станислава 2-й ст. (1845)
- Орден Св. Анны 2-й ст. (1847, императорская корона к ордену в 1852)
- Орден Св. Владимира 3-й ст. (1862)
- Орден Св. Станислава 1-й ст. (1864)
- Орден Св. Анны 1-й ст. (1866)
- Орден Св. Владимира 2-й ст. (1875)
- Орден Белого орла (1878)
- Знак отличия беспорочной службы за XL лет (1876)